# Formicoxenus sibiricus
Formicoxenus sibiricus é uma espécie de formiga.
É endémica da Rússia.